# Enrique Zuazua

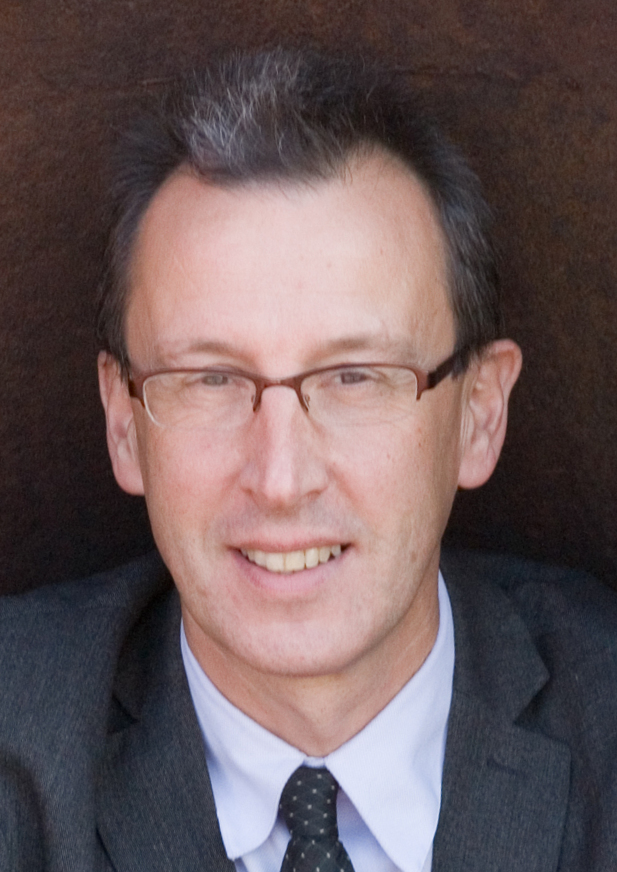
Enrique Zuazua

Enrique Zuazua Iriondo (* 28. September 1961 in Eibar) ist ein spanischer (baskischer) Mathematiker, der sich mit partiellen Differentialgleichungen, Kontrolltheorie und numerischer Analysis befasst.
Zuazua studierte an der Technischen Universität in Eibar und an der Universität Baskenland (UPV-EHU) mit dem Abschluss 1984 und der Promotion 1987 bei Alain Haraux (Dissertation: Control y estabilización de algunas ecuaciones de evolució) und im Jahr darauf promovierte er nochmals an der Universität Paris VI (Dissertation: Comportement global et contrôlabilité exacte pour certains problèmes de type hyperbolique). Danach lehrte er an der Universität Baskenland, war Dozent an der Autonomen Universität Madrid und ab 1990 Professor für Angewandte Mathematik an der Universität Complutense Madrid. 2001 wechselte er wieder an die Autonome Universität Madrid als Professor für Angewandte Mathematik. Außerdem ist er Professor an der Universidad de Deusto in Bilbao.
2008 bis 2012 war er Gründungsdirektor des Baskischen Zentrums für Angewandte Mathematik (BCAM) in Bilbao und war dort bis 2015 Forschungsprofessor. Er war Gastprofessor unter anderem am Courant Institute in New York, in Rio de Janeiro, am Isaac Newton Institute in Cambridge und an der École polytechnique. 1999 bis 2002 war er der erste wissenschaftliche Leiter des Bereichs Mathematik in der nationalen spanischen Forschungsplanung.
Er war eingeladener Sprecher auf dem Internationalen Mathematikerkongress 2006 in Madrid (Control and numerical approximation of the wave and heat equation). 2014 wurde er Ehrendoktor der Université de Lorraine. 2013 erhielt er den Humboldt-Forschungspreis, mit dem er 2014 bis 2015 an der Friedrich-Alexander-Universität Erlangen-Nürnberg (FAU) war. 2015 wurde er FAU-Botschafter.  2006 erhielt er den Prix Euskadi und 2007 den Julio Rey Pastor Preis. Er ist seit 2015 Mitglied der Academia Europaea. Er erhielt 2010 einen ERC Advanced Grant (Numeriwaves, numerische Aspekte der Wellenausbreitung) und 2016 einen für Dynamic Control (DyCon). Seit 2023 leitet er mit Control for Deep and Federated Learning (CoDeFeL) bereits seinen dritten ERC Advanced Grant. Er ist Ehrendoktor der Université de Lorraine.
2019 wurde Zuazua auf eine Alexander-von-Humboldt-Professur an die Friedrich-Alexander-Universität Erlangen-Nürnberg berufen.

## Schriften
- mit Aurora Marica: Symmetric discontinuous Galerkin methods for 1-D-Waves, Springer 2014
- mit Sylvain Ervedoza: Numerical Approximation of Exact Controls for Waves, Springer 2013
- mit René Dáger: Wave propagation, observation and control in 1-d flexible multi-structures, Springer 2006

Einige Aufsätze:
- mit A. Haraux: Decay estimates for some semilinear damped hyperbolic problems, Archive for Rational Mechanics and Analysis, Band 100, 1988, S. 191–206
- Uniform stabilization of the wave equation by nonlinear boundary feedback, SIAM Journal on Control and Optimization, Band 28, 1990, S. 466–477
- Exact controllability for the semilinear wave equation, J. Math. Pures Appl., Band 69, 1990, S. 1–31
- mit Vilmos Komornik: A direct method for the boundary stabilization of the wave equation, J. Math. Pures Applic., Band 69, 1990, S. 33–54
- mit Miguel Escubedo: Large time behavior for convection-diffusion equations in {\displaystyle \mathbb {R} ^{N}}, J. of Functional Analysis, Band 100, 1991, S. 119–161
- Exact controllability for semilinear wave equations in one space dimension, Annales de l'IHP, Analyse non linéaire, Band 10, 1993, S. 109–129
- mit Steven Cox: The rate at which energy decays in a damped string, Communications in partial differential equations, Band 19, 1994, S. 213–243
- mit Caroline Fabre, Jean-Pierre Puel: Approximate controllability of the semilinear heat equation, Proc. Roy. Soc. Edinburgh A, Band 125, 1995, S. 31–61
- mit Gilles Lebeau: Null-Controllability of a System of Linear Thermoelasticity, Archive for rational mechanics and analysis, Band 141, 1998, S. 297–329
- mit Jan Luis Vasquez: The Hardy inequality and the asymptotic behaviour of the heat equation with an inverse-square potential, J. of Functional Analysis, Band 173, 2000, S. 103–153
- Propagation, observation, and control of waves approximated by finite difference methods, SIAM Review, Band 47, 2005, S. 197–243
- mit Enrique Fernandez-Cara: The cost of approximate controllability for heat equations: the linear case, Advances in Differential Equations, Band 5, 2000, S. 465–514
- mit Enrique Fernandez-Cara: Null and approximate controllability for weakly blowing up semilinear heat equations, Ann. Inst. H. Poincaré, Anal. Non Linéaire, Band 17, 2000, S. 583–616
- Controllability and observability of partial differential equations: some results and open problems, in: Handbook of Differential Equations, Band 3, North Holland 2007, S. 527–621
- mit Thomas Duyckaerts, Xu Zhang: On the optimality of the observability inequalities for parabolic and hyperbolic systems with potentials, Ann. Inst. H. Poincaré, Anal. Non Linéaire, Band 25, 2008, S. 1–41